# 풍계군
풍계군 이당(豐溪君 李瑭, 1783년 2월 1일 - 1826년 5월 8일)은 조선후기의 왕족으로 사도세자(장조)의 서손자이자 은전군(恩全君)의 양아들이며 생부는 은언군(恩彦君)이다. 상계군의 이복 동생이자 철종의 사친 생부인 전계대원군의 이복 형이 된다. 생전 그는 평민 신분으로, 작위를 받지 못했고 왕족으로 대우받지 못했으며, 한때 죽을 고비를 넘기기도 했다. 죽은 뒤 풍계군에 추봉되었으며, 언제 추봉되었는지 일자는 정확하지 않다. 그는 아들없이 죽은 이복 삼촌 은전군의 사후 양자가 되었다. 다른 칭호는 풍계군(豊溪君)이다.
생전 그는 왕족이 아닌 평민 신분이었다. 철종 즉위 후 순원왕후의 명으로 은언군, 상계군 관련 일성록, 승정원일기, 조선왕조실록 등을 대량으로 세초, 인멸해버렸기 때문에 그의 생애에 대한 것은 알려져 있지 않다.
본부인인 광산군부인 광산김씨에게서는 자녀가 없었고, 첩 전주이씨에게서 서자 익평군 이희를 보았으나, 서자 익평군은 그의 형 상계군의 양자로 입양되었다. 본관은 전주이고, 자는 미상이다. 경기도 안산에 있는 그의 묘소는 실전되었다. 본관은 전주, 자와 호는 미상이다. 시호에 대한 기록은 없다.

## 생애

### 어린 시절
조선후기의 왕족으로 휘는 당(瑭)이다. 아버지는 은전군이며, 어머니는 조성(趙峸)의 딸로 군부인 조씨(郡夫人 趙氏)이고, 생부는 사도세자의 서자 은언군 이인이고, 생모는 진천인(鎭川人) 송낙휴(宋樂休)의 딸로 상산군부인 송씨(常山郡夫人 宋氏)이다. 1783년(정조 7) 은언군의 정실 소생 4남으로 태어나 뒤에 아들 없이 죽은 이복 숙부 은전군의 양자로 입양되었다. 일설에는 그의 출생년도가 1793년생 설도 있다. 상계군 이담의 친동생이고, 생전에는 작위가 없다가 사후 전계군과 전계대원군에 추증된 이광은 그의 서제였다. 은신군의 양자가 된 남연군 이구는 호적상 그의 4촌이 된다.
한성부에서 태어났지만 1786년 아버지 은언군이 강화도로 유배되면서 강화도로 가서 성장한다.
그의 유년 시절의 행적은 알려져 있지 않고, 이후에도 승정원일기나 일성록에도 행적이 전하지 않는다. 정조의 후궁 원빈 홍씨가 자녀를 낳지 못하자, 그 친정오빠 홍국영이 이당의 형 이담을 세자로 추대하려 했다. 그러나 정조는 당시 20대 후반의 나이라서 충분히 자녀를 볼 수 있었고 이는 문제가 되었다. 결국 1786년(정조 10) 형 상계군 이담의 추대 사건에 연좌되어 가족이 강화도로 갈 때 강화도로 가서 성장하였다.
한때 은언군의 서자였던 이철득이 그와 동일인물로 여겨졌으나, 고종 때에 편찬된 선원록, 선원보략에 의하면 풍계군은 1783년생이고, 승정원일기나 비변사등록에 등재된 천극죄인 이철득은 1812년 당시 32세로, 풍계군과 나이가 맞지 않는다.
철종 즉위 이후 순원왕후의 명으로 은언군과 상계군 및 관련 승정원일기, 일성록 등을 모두 세초, 먹줄칠을 하고, 철종때와 고종 때 은언군과 상계군 및 관련 승정원일기, 일성록 등을 모두 세초, 먹줄, 인멸해버려서 그의 행적은 알 수 없게 되었다. 1851년(철종 3) 조두순이 쓴 이복동생인 전계대원군의 묘비문에 의하면 1801년 그의 아버지가 사형당할 무렵 둘째형이 열병을 앓았는데 주변에 부축해줄 사람이 없었다 한다. 이 둘째 형이 이당을 말하는 것인지 아니면 상계군의 바로 아랫 동생인 이창순을 가리키는 것인지는 다소 확실하지 않다.
1801년 6월 아버지 은언군 사사 후에는 천극죄를 받고, 다른 이복형제들 이성득, 이철득, 이광 등과 함께 강화도 내 그의 거주지에 가시울타리가 쳐지게 되었다.

### 생애 후반
그는 은언군의 아들이었으나 왕족으로 예우받지 못했다. 그에 관련된 기록은 대부분 철종, 고종 때 삭제되어서 정확한 삶은 알 수 없다.
1812년(순조 12) 8월 사옹원봉사 박종일(朴鍾一)과 한광우(韓光友), 이진채(李振采) 등의 모역사건이 적발되자, 은언군의 아들들 중 한명을 추대하려 했다 하여 양사로부터 탄핵을 받았지만 순조가 사건을 무마시켜 이광, 이성득, 이철득 등 다른 이복형제들과 함께 사형 위기를 모면하였다.
1817년(순조 17) 3월 홍경래와 기맥이 닿던 채수영이 은언군 인의 아들 중 한 명(이철득)을 추대하기로 하고 채수영의 난을 일으켰다. 그는 이때에도 죽을 고비를 넘겼다.
1817년(순조 17) 11월 30일 이복 형 이성득이 형문을 받다가 고문치사하면서 순조는 은언군의 자녀들을 석방하려했다. 순조는 특별 명령을 내려 이철득과 이쾌득을 임시로 풀어주었고, 1820년(순조 20)에는 순조는 은언군의 생존한 아들들을 모두 석방시켜주었다. 이당도 이때 석방되어 한성으로 갔다. 이후 김시채(金時采)의 딸 광산현부인 김씨와 결혼하였다.
본부인인 광산군부인 광산김씨에게는 자녀가 없고, 첩인 전주이씨에게서 서자 익평군 이희를 보았다. 1863년(철종 14) 11월 보국숭록대부 행병조판서 경연일강관 김병학이 익평군 이희의 시호를 올린 시장에, 익평군의 생비 광산군부인 광산김씨 외에 소생모(所生母) 전주이씨의 존재를 언급하였다. 명종 때인 1563년 사림파가 집권한 이후, 동성동본 금혼령이 내려져 동성동본의 결혼은 금지되었지만, 풍계군의 아버지 은언군 인이나 풍계군은 모두 동성동본인 전주이씨를 첩으로 두었다. 익평군의 생모 전주이씨는 전주이씨 선원세계나 선원보에 올라가지도 못했다. 그러나 1863년에 보국숭록대부 행병조판서 경연 일강관김병학(金炳學)이 그의 시호를 청하는 시장을 올릴 때, 익평군 희의 생모 전주이씨의 존재를 언급하였다. 아버지 은언군의 첩 전주이씨는, 소생 서자 전계군의 아들이 철종으로 즉위하면서 전산군부인으로 추봉되고 묘비가 세워졌으며, 철종의 8고조도에 언급되어 알려지게 된 것이다.
그러나 알 수 없는 이유로 그는 다시 강화도로 돌려보내졌고, 1822년(순조 22) 2월 석방되었다. 그는 일체의 대외활동은 자제하였고, 1826년(순조 26)에 별세하였다. 사망지와 사망 원인은 미상이다. 사후 풍계군(豐溪君)에 추봉되었다.
1849년(철종 즉위년) 6월 23일 증 소의대부(贈 昭義大夫)에 추증되었고, 1851년(철종 2) 7월 12일 숙부 은전군(恩全君)에게 입후(立後)하고, 원종의 2남 능원대군(綾原大君) 8대손이며, 안풍군 이영(安豊君 李𪸠)의 현손 이세보를 풍계군에게 입후하라고 명하였다. 이세보는 풍계군의 후사(後嗣)가 되어 이름을 호(晧)로 개명하고 명선대부(明善大夫) 경평도정(慶平都正)의 작호를 받았다. 뒤에 증 현록대부로 다시 증직되었다.

### 사후
시신은 경기도 안산군 군내면 동막동(현, 안산시 상록구 장상동) 사좌(巳坐, 남동쪽 동에서 30도 방향)에 안장되었으며, 훗날 그의 초장지 근처인 안산군 군내면 장상리(현, 안산시 상록구 장상동 산67번지)에는 그의 양자 완평군 이승응과 후손들의 묘가 조성되었다. 그의 묘는 다시 1861년(철종 12년) 10월 5일 경기도 과천군 북면 당정리(현, 경기도 군포시 당정동) 동북쪽 은전군묘 근처로 이장되었으나, 후일 그의 묘소는 실전되었다.
1849년(철종 즉위년) 6월 23일 증 소의대부에 추증되고, 그의 부인인 광산김씨는 광산현부인(光山縣夫人)에 봉작되었다. 1851년(철종 2) 7월 14일 자녀 없이 죽은 그의 이복삼촌 은전군의 봉사손을 정하라는 대왕대비 순원왕후의 뜻에 따라, 철종은 은전군의 사후양자 후보를 찾다가, 풍계군을 다시 은전군의 양자로 지정했다. 1851년 다시 철종의 명으로 풍계군을 은전군의 양자로 들이고, 선조의 9남 경창군 8대손 이도식(李道植)의 아들인 이승응을 다시 풍계군의 양자로 삼아 제사를 받들게 하였다.
1858년(철종 9) 11월 9일 증 정1품 현록대부(顯祿大夫)에 증작(贈爵)되었고, 1860년(철종 11) 11월 4일 경평군 이호(李晧)를 본가로 돌려보내고, 경평군의 작호는 즉시 환수(還收)하라고 명하고, 풍계군(豐溪君)의 입후(立后)를 빨리 다시 택정(擇定)하도록 하여, 선조의 9남 경창군 이주의 8대손 이도식(李道植)의 아들 이승응(李昇應)을 후사(後嗣)로 정하고 완평도정(完平都正)과 완평군(完平君)에 봉작하였다.

## 논란
1900년에 편찬된 선원보와 선원계보기략에 의하면 그는 은언군의 서자로 등재되었다. 은언군의 서자로서 은전군의 양자로 입양된 것으로 기록된 것이다.
그러나 1863년에 편찬된 선원보, 선원계보기략에는 그는 서자가 아닌 것으로 나타나 있다.
풍계군이라는 작호는 어느 시점에 봉작되거나 추증된 것인가도 불분명하다.

## 가족 관계
그의 첩 전주이씨는 선원보략, 선원속보에도 누락되었으나 김병학이 올린 익평군 시장 상소에 언급되어 알려지게 되었다. 당시 동성동본 금혼령이 내려졌지만 풍계군이나 풍계군의 아버지 은언군은 같은 동성동본의 전주이씨를 첩으로 두었다.
그의 부인 광산김씨는 경기도 수원 출신으로, 친정아버지 김시채의 묘는 수원 행정산에 있고, 처남 두 명의 묘소는 향남면에 있다.
- 할아버지 : 사도세자
- 아버지(양부) : 은전군(恩全君, 1759년 8월 14일 ~ 1778년 8월 26일)
- 어머니(양모) : 군부인 조씨(郡夫人 趙氏, 1758년 10월 28일 - 1817년 3월 8일), 평양 조씨(平壤趙氏) 군수 조성(趙峸)의 딸.
- 아버지(생부) : 은언군(恩彦君, 1754년 5월 29일 ~ 1801년 6월 26일)
- 어머니(생모) : 상산군부인 송씨(常山郡夫人 宋氏, 1753년 10월 15일 - 1801년 3월 17일), 천주교세례명 마리아, 진천인(鎭川人) 참봉 송낙휴(宋樂休)의 딸.
  - 형 : 상계군 이담(常溪君 李湛, 1769년 - 1786년), 정조에게 출계.
  - 형수 : 군부인 신씨(郡夫人 申氏, 1769년 6월 13일 - 1801년 3월 17일), 평산인(平山人) 통덕랑(通德郞) 신오(申王+奧)의 딸.
  - 형 : 이창순(李昌順)
  - 형 : 이창덕(李昌德)
  - 여동생 : 이씨(李氏, 1796년 8월 4일 ~1872년 4월 4일), 참봉(參奉) 한각신(韓覺新)에게 출가.
  - 매제 : 한각신(1795년 ~ 1853년)
- 어머니(친서모) : 이름 미상(? - 1821년 12월 16일[5])
  - 이복 형(서형) : 이성득(李成得, 1775년 ~ 1817년 11월 27일[6])
  - 이복 형(서형) : 이철득(李鐵得, 1780년 ~ ?, 1801년 5월, 초 아버지 은언군과 함께 강화도를 탈출, 도주하려다 실패했다.)
- 어머니(친서모) : 전산군부인 이씨(全山郡夫人 李氏, 1764년 - 1819년), 전주인(全州人) 이덕희(李德喜)의 딸.
  - 이복동생(서제) : 이름 미상, 요절
  - 이복동생(서제) : 전계대원군 이광(全溪大院君 李㼅, 1785년 - 1841년), 철종의 사친.

- 부인 : 광산현부인 증 광산군부인 광산김씨(光山縣夫人 贈 光山郡夫人光山金氏, 1803년 4월 4일 ~ 1864년 3월 29일), 김시채(金時彩)의 딸 - 자녀 없음
  - 양자 : 경평군 이호(慶平君 李晧, 1832년 - 1895년), 원종의 2남 능원대군(綾原大君) 8대손이며, 안풍군 이영(安豊君 李𪸠)의 현손.
  - 양자 : 완평군 이승응(完平君 李昇應, 1836년 - 1909년, 선조의 아홉째 서자 경창군 8대손 이도식(李道植)의 아들.

- 첩 : 전주이씨(全州李氏, ? - 1850년 이전 사망)
  - 서자 : 익평군 이희(益平君 李曦, 1824년 - 1863년), 종숙(從淑) 상계군 이담(常溪君 李湛)에게 출계.

- 양 처조부 : 김휘원(金輝源), 본관은 광산, 장인 김시채의 양아버지, 고려 충렬왕때의 문신 양간공 김연(金璉)의 18대손
- 생 처조부 : 김정휘(金正輝), 장인 김시채의 친아버지, 고려 충렬왕때의 문신 양간공 김연(金璉)의 18대손
- 장인 : 김시채(金時采)
- 장모 : 죽산박씨, 박성일(朴聖一)의 딸
  - 처남 : 김기석(金箕錫)
  - 처남 : 김기혁(金箕赫)

## 같이 보기
| - 은언군 - 신유사옥 - 상산군부인 송씨 - 은전군 - 상계군 - 이성득 - 전계대원군 - 철종 | - 사도세자 - 이철득 - 평산군부인 신씨 - 이승응 - 순조 |